# رالف برات
رالف برات (بالإنجليزية: Ralph Pratt)‏ هو قاضي ومحامي وسياسي أمريكي، ولد في 7 يوليو 1940 في نيو كاسل في الولايات المتحدة. حزبياً، نشط في الحزب الديمقراطي. وقد انتخب عضو مجلس نواب بنسيلفانيا.